# Английские розы
Английские розы (англ. English Rose) — группа сортов роз созданных в последней четверти XX века английским селекционером Дэвидом Остином. Большая часть сортов относится к классу Шрабы.
Английские розы получены в результате скрещивания французской, дамасской, бурбонской и других роз с современными сортами чайно-гибридных роз и роз класса флорибунда.

## Характеристика
Английские розы отличаются от остальных современных сортов формой цветка и строением куста. Они сочетают в себе преимущества старинных сортов роз (чашевидную форму цветков, гармоничную форму куста, разнообразие ароматов цветков) с устойчивостью к болезням, разнообразием оттенков и хорошо выраженным повторным или непрерывным цветением присущим современным сортам чайно-гибридных роз и роз класса флорибунда.
В группе присутствуют сорта с различным типом роста куста. Они могут быть низкие, средние, высокие, плетистые, распростёртые, густые, разреженные. При этом в разных климатических зонах одни и те же сорта могут демонстрировать различные особенности.
Многие сорта отличаются теневыносливостью, что обусловлено английским климатом отличающимся малым количеством солнечных дней и использованием теневыносливых сортов в программе разведения.
Недостатки:
- цветки многих сортов с глубоко чашевидной или шаровидной формой цветков не могут раскрыться из бутона при условии затяжной дождливой погоды;
- молодые ветви многих сортов сильно сгибаются под тяжестью распустившихся цветков (с возрастом, эта проблема обычно исчезает);
- некоторые сорта отличается относительно слабым повторным цветением;
- информация из различных источников о высокой устойчивости к болезням многих сортов Дэвида Остина часто является преувеличением[1].

## Некоторые сорта
'Benjamin Britten', 'Brother Cadfael', 'Charlotte', 'Claire Austin', 'Gentle Hermione', 'Gertrude Jekyll', 'Geoff Hamilton', 'Grace', 'Graham Thomas', 'Heritage', 'Jubilee Celebration', 'Jude the Obscure', 'Lady Emma Hamilton', 'Molineux', 'Pat Austin', 'Princess Alexandra of Kent', 'L.D. Braithwaite', 'Summer Song', 'William Shakespeare 2000', 'Scepter’d Isle', 'William Morris'.

## Теневыносливые сорта
Теневыносливые сорта английских роз могут высаживаться на местах освещённых прямым солнечным светом 4—5 часов в день.
Из класса шрабов такими сортами являются: 'A Shropshire Lad', 'Crocus Rose', 'Crown Princess Margareta', 'Gertrude Jekyll', 'Golden Celebration', 'Harlow Carr', 'Hyde Hall', 'Queen of Sweden', 'James Galway', 'Rosemoor', 'Teasing Georgia', 'The Generous Gardener', 'Wild Edric', 'Wildeve'.
Из плетистых роз: 'A Shropshire Lad Climbing', 'St. Swithun Climbing', 'Teasing Georgia Climbing', 'Tess of the d’Urbervilles Climbing', 'The Generous Gardener Climbing', 'The Pilgrim Climbing'.

## Все сорта английских роз[3]
- «A Shropshire Lad»
- «Abraham Darby»
- «Alan Titchmarsh»
- «Ambridge Rose»
- «Anne Boleyn»
- «Benjamin Britten»
- «Brother Cadfael»
- «Charlotte»
- «Charles Austin»
- «Charles Darwin»
- «Charles Rennie Mackintosh»
- «Claire Austin»
- «Constance Spry»
- «Cottage Rose»
- «Christopher Marlowe»
- «Crocus Rose»
- «Crown Princess Margaretha»
- «Darcey Bussell»
- «Eglantyne»
- «English Garden»
- «Evelyn»
- «Falstaff»
- «Fisherman's Friend»
- «Francine Austin»
- «Gentle Hermione»
- «Geoff Hamilton»
- «Gertrude Jekyll»
- «Glamis Castle»
- «Grace»
- «Graham Thomas»
- «Golden Celebration»
- «Grace»
- «Graham Thomas»
- «Heritage»
- «James Galway»
- «Janet»
- «Jayne Austin»
- «Jubilee Celebration»
- «Jude the Obscure»
- «Lady Emma Hamilton»
- «Lady of Megginch»
- «Lady of Shalott»
- «Leonard Dudley Braithwaite»
- «Lichfield Angel»
- «Malvern Hills»
- «Mary Magdalene»
- «Mary Rose»
- «Miss Alice»
- «Molineux»
- «Mortimer Sackler»
- «Munstead Wood»
- «Othello»
- «Pat Austin»
- «Pegasus»
- «Port Sunlight»
- «Princess Alexandra of Kent»
- «Princess Anne»
- «Queen of Sweden»
- «Redoute»
- «Rosemoor»
- «Sharifa Asma»
- «Sister Elizabeth»
- «Sophy's Rose»
- «Spirit of Freedom»
- «Strawberry Hill»
- «St Swithun»
- «Summer Song»
- «Tamora»
- «Tea Clipper»
- «Teasing Georgia»
- «Tess of the d'Urbervilles»
- «The Alnwick Rose»
- «The Dark Lady»
- «The Generous Gardener»
- «The Herbalist»
- «The Mayflower»
- «The Pilgrim»
- «The Prince»
- «The Wedgwood Rose»
- «Tradescant»
- «Wife of Bath»
- «Wildeve»
- «William and Catherine»
- «William Morris»
- «William Shakespeare 2000»
- «Winchester Cathedral»
- «Wisley 2008»
- «Young Lycidas»